# Kadegarje, Belur
Kadegarje là một làng thuộc tehsil Belur, huyện Hassan, bang Karnataka, Ấn Độ.